# Värmlandschaap

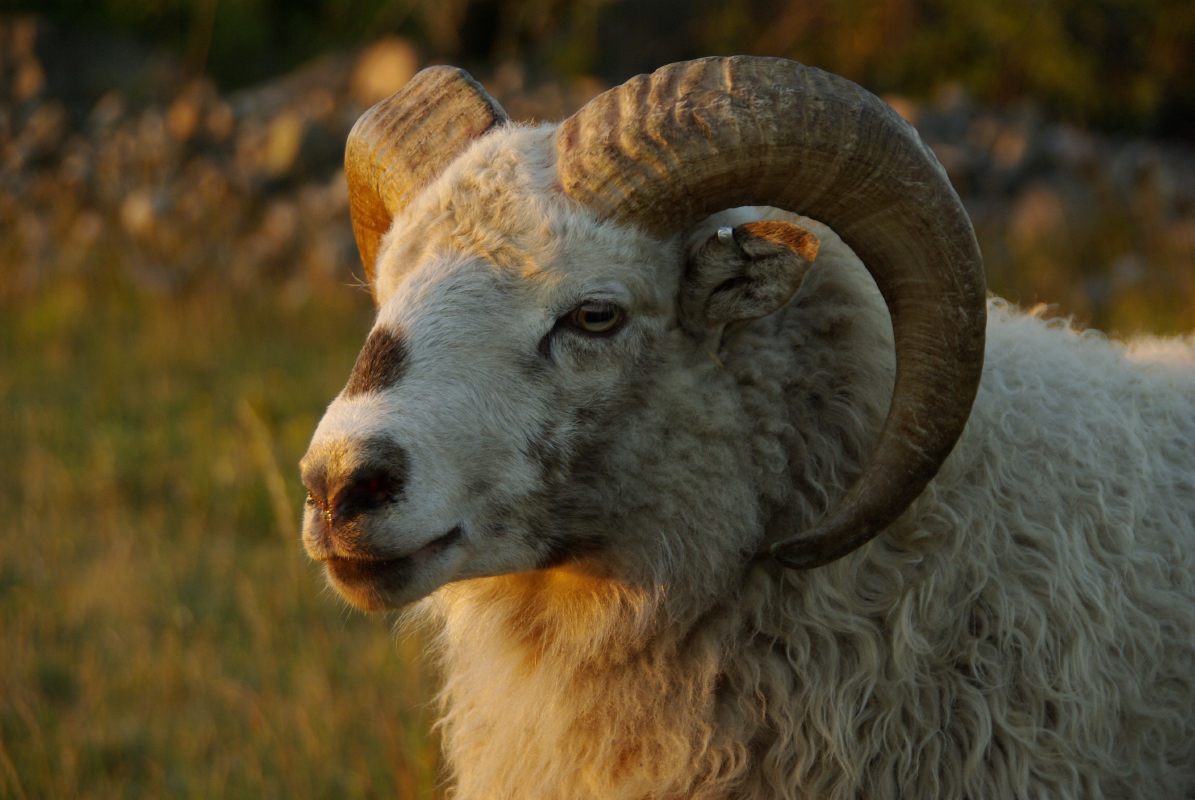
Het värmlandschaap

Het värmlandschaap (Zweeds: Värmlandsfår), ook bekend als värmlandbosschaap, is een Zweeds schapenras dat behoort tot Noordse kortstaartschapen. Värmlandschapen zijn afkomstig van een schaapskudde in Osebol bij Stöllet in het noorden van Värmland.
Het ras is relatief klein, heeft kleine oren, hoorns en een korte staart. Värmlandschapen kunnen verschillende kleuren hebben: zwart, grijs, bruin, beige en wit en hebben soms een bonte tekening. Een volwassen ram weegt 60-70 kg en heeft een gemiddelde schofthoogte van 72 cm. De ooien wegen ongeveer 40-65 kg en hebben een gemiddelde schofthoogte van 68 cm. Jonge ooien baren normaal gesproken één lam, en volgroeide ooien twee, soms drie lammeren.